# Arno Rafael Minkkinen
Arno Rafael Minkkinen (* 4. června 1945) je finsko-americký fotograf, který pracuje ve Spojených státech.
Minkkinenovo dílo, publikované a vystavované po celém světě, lze nalézt ve sbírkách Muzea výtvarných umění v Bostonu a Finského muzea fotografie.
O jeho díle vyšlo sedm samostatných monografií: Frostbite (1978), Waterline (1994, vítěz 25. knižní ceny Rencontres d'Arles), Body Land (1999), SAGA: The Journey of Arno Rafael Minkkinen, 35 Years of Photographs (2005), Homework: The Finnish Photographs (2008), Swimming in the Air (2009) a Balanced Equation (2010). Retrospektivní SAGA měla premiéru v DeCordově Museu v Lincolnu, MA, v roce 2005. Retrospektiva ve 120 výtiscích putovala do Rumunska, Slovenska, Finska, Itálie, Číny a Kanady.
Minkkinen byl v roce 1992 finskou vládou jmenován rytířem Řádu finského lva první třídy a v roce 2006 mu byla udělena finská státní umělecká cena za fotografii.

## Raný život a vzdělání
Minkkinen se narodil v Helsinkách ve Finsku v roce 1945 a v roce 1951 emigroval do Spojených států. Vystudoval Wagner College s bakalářským titulem z anglické literatury a autoportréty začal fotit v roce 1971, zatímco pracoval jako reklamní textař na Madison Avenue v New Yorku. Později studoval u Harryho Callahana a Aarona Siskinda na Rhode Island School of Design a v roce 1974 získal titul Master of Fine Arts ve fotografii.

## Kariéra
Během posledních čtyř desetiletí Minkkinen působil jako učitel, kurátor a spisovatel, přičemž svůj fotografický výzkum a energii nadále věnoval autoportrétu.

### Výuková činnost
Minkkinen je profesorem umění na University of Massachusetts Lowell a také působí jako lektor na Aaltově univerzitě umění a designu v Helsinkách. Dříve ve své učitelské kariéře působil jako odborný asistent na MIT, hostující umělec na Philadelphia College of Art (nyní University of the Arts, Philadelphia), École d'Arts Appliqués ve Vevey, ve Švýcarsku, a jako absolvent fakulty na Maine Media College v Rockport, Maine.
Od nástupu do UMass Lowell v roce 1987 bral Minkkinen studenty do Finska a Ruska (1988) a Československa (1989). V roce 1996 v rámci výměnného programu UMass Lowell/ Lahti Institute of Design (Lahti, Finsko) nazvaného Spirit Level třicet finských, amerických a švýcarských studentů cestovalo po Finsku, Rusku a východní Evropě s Minkkinenem a vedoucím fotografického oddělení v Lahti, Timo Laaksonen po dobu tří týdnů. Mezi studenty v té době byl Mark Eshbaugh, který se později stal profesorem na UMass Lowell. Sedm let po první Spirit Level, spolu s Timo Laaksonen a Markem Eshbaughem, profesorem na Umass Lowell v té době, byly později přidány do programu Toskánsko v Itálii (2003) a Oaxaca v Mexiku (2007). Později Minkinnen zorganizoval spolupráci s Aalto University v Helsinkách ve Finsku a Foundation Studio Marangoni ve Florencii v Itálii (2010), stejně jako Bilder Nordic School of Photography v Oslu a École Supérieure d'Arts & Medias de Caen/Cherbourg ve Francii (2012) za americký Road Trip do studiové farmy americké fotografky Sally Mannové. První tři workshopy vyústily ve vydání knihy připomínající tyto první tři zážitky.
Minkkinen vedl workshopy po celém světě, zejména na Maine Photographic Workshops (nyní Maine Media Workshops), Maine Media College (jako součást absolventské fakulty), Art Institute of Boston na Lesley University, Anderson Ranch v Coloradu, Santa Fe Workshops v New Mexiko, Přátelé fotografie v Carmelu v Kalifornii a v Evropě na Rencontres d'Arles v Arles ve Francii, fotografické workshopy Toscana v Toskánsku v Itálii a také programy workshopů ve Finsku, Norsku, Lucembursku a Číně. Minkkinen sloužil druhé čtyřleté funkční období jako národní člen představenstva Společnosti fotografického vzdělávání (2008 až 2016).

### Dílo
Od roku 2009 se Minkkinen začal zajímat o celovečerní filmy a scenáristiku. V roce 2010 získal první kolo podpory od Finské filmové nadace za scénář, který napsal a režíroval. Natáčení bylo plánováno ve finské Karélii a Finntownu v Brooklynu. Demo předpremiéra filmu The Rain House byla promítána ve Filmovém centru Elinor Bunin Munroe Filmové společnosti Lincolnova centra v souvislosti s 41. ročníkem festivalu Dance on Camera (2013) Dance Films Association.

## Publikace

### Monografie a kurátorské sborníky
- Frostbite. Morgan & Morgan, Dobbs Ferry, New York. ISBN 978-0-87100-143-6.
- New American Nudes: Recent Trends & Attitudes. Morgan & Morgan, Dobbs Ferry, NY. MIT Creative Photography Gallery.
- Elegant Intimacy. Retretti Art Center, Punkaharju, Finland. With J. H. Lartigue and Sally Mann. Also Harry Callahan, Emmet Gowin, Claude Batho, Yves Tremorin, Roman Vishniac, and Alfred Stieglitz.
- Waterline. Marval, Paris; Otava, Helsinki; Aperture, New York, 1993. ISBN 978-0-89381-648-3 Grand Prix du Livre, 25th Rencontres d'Arles Photography Festival.
- The Waterline Portfolio. Aperture Foundation.
- Ten Minutes Past Midnight. Musta Taide, Helsinki, Finland.
- Body Land. (Motta, Milan, 1997; Nathan, Paris, 1988), Smithsonian Institution Press, Washington, D.C., 1999. ISBN 978-1-56098-880-9
- SAGA: The Journey of Arno Rafael Minkkinen, Thirty Years of Photographs. Chronicle Books, San Francisco, 2005. ISBN 978-0-8118-5146-6 Essay by A. D. Coleman.
- Swimming in the Air. Cavallo Point at Golden Gate National Park, San Francisco.
- SAGA: The Journey of Arno Rafael Minkkinen. SEE+ Art Space Gallery, Beijing.
- Homework / Suomen Kuvat, The Finnish Photographs of Arno Rafael Minkkinen, 1973 to 2008. Like Publishing, Helsinki, 2008. ISBN 978-952-01-0108-4
- Arno Rafael Minkkinen. See+ Art Space Gallery. Beijing, China. 30 postcards in book form.
- Balanced Equation. Lodima Press Portfolio Series.[17]

### Publikace s příspěvky Minkkinena
- Timo Laaksonen and Arno Rafael Minkkinen. In Spirit of the Masters. Keravan Taidomuseo 2000. ISBN 978-952-9642-23-6 He is co-editor and has images included.

### Kritické spisy, eseje a beletrie
- Minkkinen, Arno Rafael, Frostbite, Morgan & Morgan, Dobbs Ferry, New York. 1981.[18]
- Minkkinen, Arno Rafael, New American Nudes: Recent Trends & Attitudes, Morgan & Morgan, Dobbs Ferry, New York. 1981.[18]
- Minkkinen, Arno Rafael, "From the Prow." Finnice, Camera International. 1991.[18]
- Minkkinen, Arno Rafael, "The Lens of Love," Elegant Intimacy, Retretti Art Center, Punkaharju, Finland. 1993.[18]
- Minkkinen, Arno Rafael, Waterline Marval (Paris), Aperture (New York), Otava (Helsinki), 1994.[18]
- Minkkinen, Arno Rafael, "Baudelaire's Brow, Reflections on the photographs of Karin Rosenthal. Karin Rosenthal, Danforth Museum of Art, Framingham, Massachusetts. 2000.[18]
- Minkkinen, Arno Rafael, "Take Out My Eyes," In the Spirit of the Masters, Kerava Art Museum, Kerava, Finland, 2000. pp. 66–79.[18]
- Minkkinen, Arno Rafael, "Treasures of the Moment: Thirty years of Polaroid Photography in Boston, Photography in Boston 1955–1985, DeCordova Museum and Sculpture Park, Lincoln, Massachusetts. MIT Press, Cambridge, 2000. Chapter text pp. 135–153.[18]
- Minkkinen, Arno Rafael, "First Frames First." exposure, Society for Photographic Education. Vol. 35. Fall 2001.[18]
- Minkkinen, Arno Rafael. Balanced Equation. Lodima Press, Revere, Pennsylvania, 2010.[18]
- Minkkinen, Arno Rafael. "Faith in Happenstance." American Faith. Photographs by Christopher Churchill. Nazraeli Press, Portland, 2011.[18]
- Minkkinen, Arno Rafael. "The Morning of Childhood." Faces. Photographs by William Ropp. Maison européenne de la photographie, 2011.[18]
- Minkkinen, Arno Rafael. "The Horsepower of Desire." Surrounded by No One. Photographs by Margaret M. de Lange. Trolley Books, London, 2011.[18]

## Film a televize
- Stále tam není. Finská veřejnoprávní televize, 1996: 52minutový dokument o životě a díle Arno Rafaela Minkkinena. Režie Kimmo Koskela. Vstup na finskou cenu Emmy, 1996.[19]
- Art Close Up: Boston Photography: 1955–1985. WGBH-TV Channel 2 Boston: 7minutový úsek na AR Minkkinen jako součást výstavy DeCordova Museum, Boston Photographers: 1955–1985. Produkce, režie Marty Ostrow. 1999.[20]
- EGG: The Art Show. PBS/ Channel 13, New York. 30minutový úsek s Cindy Sherman, Bruce Gilden, Ernest Withers a Arno Rafael Minkkinen: "Kdo jsem?" 2000.[20]
- Umění zblízka: fotografie a realita. WGBH-TV kanál 2, Boston. Produkoval Ben Mayer. 2004.[20]
- Arno Rafael Minkkinen: 40 let autoportrétů. DVD s Still Not There, rozhovor z roku 2010 a 172-obrazová slideshow produkoval a režíroval Kimmo Koskela.[19]

## Ocenění
- 1991 National Endowment for the Arts Regional Fellowship
- 1992 Řád finského lva první třídy, udělený finskou vládou
- 1994 Grand Prix du Livre, 25. fotografický festival Rencontres d'Arles
- 1996 Cena Scritture d'Acqua (udělovaná v literatuře, umění a vědě), Itálie
- 1996 Stále tam není. Finská cena Emmy
- 1997 Stále tam není. Cena cti. Art Film Triennial, Kalmar, Švédsko
- 1998 Stále tam není. Stříbrný klíč, 6. mezinárodní festival uměleckých filmů. Geraldine Chaplin, porotce. Bratislava, Slovenská republika
- 2006 knižní grant Finnish Photographic Arts Council
- 2006 Lianzhou International Photo Festival Zvláštní cena poroty pro SAGA, Lianzhou, Čína
- Finská státní umělecká cena za fotografii 2006
- 2008 grant Finské filmové nadace na reedici filmu Still Not There
- Grant finské filmové nadace z roku 2010 na scénář The Rain House
- 2011 Cena profesorky umění Nancy Donahue [12]

## Samostatné výstavy
- 1972 New York: Soho Photo Gallery. Freemale.[9][21]
- 1972 Tucson, Arizona: Apeiron Traveling Exhibition. Spectrum Gallery.
- 1973 Copenhagen: Gallery for Creative Photography. White Underpants.
- 1974 Helsinki, Finland: Photographic Museum of Finland.
- 1976 Stockholm: Fotografiska Museet at Moderna Museet.
- 1979 Andover, Massachusetts: Addison Gallery of American Art. Frostbite.
- 1984 Helsinki: Photographic Museum of Finland.
- 1984 Reims, France: Maison de la Culture.
- 1986 Pori, Finland: Pori Art Museum. Mattomies.
- 1991 Barcelona: Centre d'Art Santa Monica. Primordial Image.
- 1991 Nice: Museum of Modern Art. Retrospective: Finnice.
- 1992 Prague: Prague House of Photography.
- 1993 Toulouse: Galerie du Château d'Eau.
- 1995 Pori, Finland: Pori Art Museum. Retrospective. Waterline.
- 1995 Lausanne, Switzerland: Musée de l'Élysée;
- 1995 Caen, France: L'Artothèque de Caen and Musée de Normandie.
- 1996 Waterline. Sundsvall, Sweden: Sundsvall Museet.
- 1996 Waterline. Odense, Denmark: Museet for Fotokunst, Brandts Klædefabrik.
- 1996 Waterline. Charleroi, Belgium: Musée de la Photographie.
- 1998 Paris: Mois de la Photo; Helsinki: Gallen Kallela Museum.
- 2000 Tokyo, Japan: Tokijské muzeum fotografie. Retrospective in the exhibition: The Body as an Expression of the Subconscious.
- 2003 New York: .
- 2005 Lincoln, Massachusetts: DeCordova Museum and Sculpture Park.SAGA: The Journey of Arno Rafael Minkkinen, Thirty-Five Years of Photographs.
- 2006 SAGA: The Journey of Arno Rafael Minkkinen, Thirty-Five Years of Photographs. Quimper, Brittany: Mai-Photographies. Galerie Saluden: Le Corps Du Photographe.
- 2006 SAGA: The Journey of Arno Rafael Minkkinen, Thirty-Five Years of Photographs. Bucharest Museum of Contemporary Art.
- 2006 SAGA: The Journey of Arno Rafael Minkkinen, Thirty-Five Years of Photographs. Bratislava, Slovensko: Palác umění, Měsíc fotografie.
- 2006 Lianzhou (Guangdong Province) China: 2nd Lianzhou International Photography Festival.
- 2007 Salo, Finland: Salo Art Museum. SAGA: The Journey of Arno Rafael Minkkinen, Thirty-Five Years of Photographs.
- 2007 Malmö, Sweden: Malmö Museet. Fotografi i Fokus Festival.
- 2008 HOMEWORK: Suomen Kuvat/The Finnish Photographs, 1973 to 2008.
- 2008 SAGA: The Journey of Arno Rafael Minkkinen, Thirty-Five Years of Photographs. Beijing, China: SEE+ Art Space Gallery.
- 2008 Correggio / Reggio Emilia, Italy: Palazzo Principi.
- 2009 Winnipeg, Canada: Winnipeg Art Gallery. SAGA: The Journey of Arno Rafael Minkkinen, Thirty-Five Years of Photographs.
- 2009 Lincoln, Nebraska: Sheldon Art Museum (Evolving Eden: Three Photographic Perspectives with Edward Burtnysky + Hans Ejkelboom).
- 2009 San Francisco: Cavallo Point, Golden Gate National Park at Fort Baker
- 2009 Lahti, Finland: Lahti Art Museum. HOMEWORK: The Finnish Photographs, 1973 to 2008.
- 2009 Paris: Finnish Footprints: 70 / 08, The Finnish Institute.
- 2009 Brussels: Valérie Bach Gallery.
- 2010 Shanghai: Finnish Pavilion. Shanghai World's Fair.
- 2011 Cortona, Italy: A Sentimental Journey. Cortona On the Move Festival.
- 2011 Caen, France: Arno Rafael Minkkinen. Les Boréales de Normandy. Paris Metro. Finnish National Tourist Board.
- 2012 Athens: Palindromes. Phototheatron/Athens House of Photography.
- 2013 New York: A Dance of Light. Furman Gallery. Dance on Camera Festival, Lincoln Center.

## Sbírky
Minkkinenovo dílo se nachází v následujících stálých sbírkách:
- Finské muzeum fotografie[22]
- Muzeum výtvarného umění (Boston), Massachusetts[23]